# Trofeo Tendicollo Universal 1963
Il Trofeo Tendicollo Universal 1963, sesta edizione della corsa, l'ultima con questa denominazione, si svolse il 13 giugno 1963 su un percorso di 86,6 km disputati a cronometro. La vittoria fu appannaggio dell'italiano Ercole Baldini, che completò il percorso in 1h54'17", precedendo il francese Jacques Anquetil ed il connazionale  Diego Ronchini.
Sul traguardo di Villagrappa 9 ciclisti, su 11 partiti dalla medesima località, portarono a termine la competizione. I 2 corridori che non conclusero la prova furono gli italiani Gilberto Vendemiati e Vito Taccone. 

## Ordine d'arrivo (Top 9)
| Pos. | Corridore         | Squadra               | Tempo    |
| ---- | ----------------- | --------------------- | -------- |
| 1    | Ercole Baldini    | Cynar                 | 1h54'17" |
| 2    | Jacques Anquetil  | Saint-Raphaël-Gitane  | a 2'27"  |
| 3    | Diego Ronchini    | Salvarani             | a 4'31"  |
| 4    | Guido De Rosso    | Molteni               | a 6'01"  |
| 5    | Pietro Partesotti | Lygie                 | a 7'08"  |
| 6    | Arnaldo Pambianco | Salvarani             | a 7'17"  |
| 7    | Ferdinand Bracke  | Peugeot-BP            | a 9'15"  |
| 8    | Albert Bouvet     | Margnat-Paloma-Dunlop | a 10'10" |
| 9    | Carlo Brugnami    | Gazzola               | a 12'16" |